# Drosophila talasica
Drosophila talasica este o specie de muște din genul Drosophila, familia Drosophilidae, descrisă de Gornostayev în anul 1991.
Este endemică în Kazakhstan. Conform Catalogue of Life specia Drosophila talasica nu are subspecii cunoscute.